# 折重由美子
折重由美子（おりしげ　ゆみこ）は日本のミュージシャン。クラビオーラ奏者、ピアニスト、作曲家、編曲家。

## 略歴
2才でピアノを始める。中学、高校時代でバンド活動に目覚める。
高校卒業と同時にカワイ音楽広島で講師を務め、音楽理論を学びドリマトーン全国大会で銅賞に入賞。
その後、国内国外のトップミュージシャンとの共演を展開。
生演奏の他、テレビ＆ラジオのテーマソングやCMソングなども作曲・編曲・演奏等を手掛ける。
1999年、癒しをコンセプトとした自己のバンド「こゆみこ」を立ち上げ、現在までに「こゆみこ」としては5枚のCDアルバムをリリース。
又、数々のアーティストのライブサポート、レコーディング分野では作曲、アレンジ、演奏等で参加。日本では珍しいとされる楽器「クラビオーラ」（木管鍵盤ハーモニカ）奏者としても各界から注目を浴びている。
2008年7月、ギタリスト：吉田次郎氏プロデュースのもと、ニューヨークでレコーディングを終えたCD「Perpetual Dream」をリリース。
2012年10月、おやすみ前の“音浴”をテーマとしたミニアルバムシリーズCD「Good SleepⅠ･Ⅱ」を２枚同時リリース。
2014年3月、音楽生活30周年記念CD「カスミソウ」をリリース。コンサートを東京、大阪、広島で開催。　
6月、CD「Claviola Wind～幻の風の音～」 全国のCDレンタルショップGEOにてレンタル開始&楽天にて販売&ハイレゾ配信という形でリリース。
2015年6月、BSジャパン開局10周年記念番組「美女JAZZ」から生まれた女性ユニット【JAZZ LADY PROJECT】に参加しCD「Girl Talk」をリリース。　
7月、京都縦貫道全線開通を記念して、京都府京丹波町イメージソングを制作、発表。
同月、童謡・唱歌CD「FURUSATO」をリリース。
2016年3月、フォトブック付きCD「花心」リリース。
2016年9月、FUJITSU BATTERIES(FDK株式会社/富士通グループ)イメージサウンドCD「風の贈り物～Save The Earth」ユニバーサルミュージックよりメジャーリリース。
2017年1月、【JAZZ LADY PROJECT】として、キングレコードよりCD「Cinema Lovers ～映画シネマに恋して～」をメジャーリリース。
2017年9月、メジャーリリース第２弾CD「風のおもちゃばこ」〜FUJITSU BATTERIESイメージサウンド"風の贈り物〜Save The Earth〜”リミックス〜をリリース。
2018年３月、【こゆみこ】結成20周年を記念して２枚組CDアルバム「はたとせ」をリリース。
2019年３月、音楽生活35周年記念CD「魔法の毛布-究極の眠りの周波数-」ユニバーサルミュージックよりリリース。
2021年４月、「夜空ニ春想フ-Hope for…-」ユニバーサルミュージックよりリリース。

## クラビオーラ
ドイツのHOHNER社製、現在では製造も販売もされてない、鍵盤ハーモニカの仲間でもある木管楽器。
日本で現存するクラビオーラはわずか数台と言われ、実際にメインでライブやレコーディングで使用出来る楽器は折重由美子が持つ二台だけと思われる。
湿気や温度差に弱い為、毎回メンテナンスをしながら、ライブに臨んでいる。
クラビオーラをメインでライブ演奏やCD製作をしているのは、「折重由美子」だけであり、世界的にも希少。

## 主な作品
- タナカのふりかけCMソング＆イメージソング

- トモ鉄ランド（開運大地の扉・マンホールソング）

- ファスレ（イメージソング）

- ホワイティ（イメージソング）

- スカイ（イメージソング）

- ＮＴＴ　ＤｏＣｏＭｏ携帯着メロ‘2004’　Ｘ’ｍａｓ（バージョン）

- ミクロリズム（広島ガス　イメージソング）

- Ｓａｖｅ　Ｔｈｅ　Ｗｏｒｌｄ　（広島ガス　イメージソング）

- 光のＲｉｎｇ　（広島ガス　イメージビデオ挿入歌）
- あかね色のバロック（三次ワイナリー　イメージソング）

- ぱくぱくキッズ（ＲＣＣ番組テーマソング）
- どっこい神田の日めくりテレビ（ＴＳＳ番組テーマソング）
- 研創（社歌）
- 新庄みそ（社歌）
- シンコー（社歌）
- 豆菓子あられの石川（CMソング）
- デイリンク（CMソング）
- 安芸矢野ニュータウン（CMソング）
- かなぎウエスタンライディングパーク（CMソング）
- ピックアップ（CMソング）
- ラッキーホワイト（CMソング）
- パニーカード（CMソング）
- LPガス（CMソング）
- 鴎州ハイスクール（CMソング）
- サンコーサプライ（CMソング）
- FM山陰「鳥取ガス･フォーエバー･アイランド」（挿入曲）
- RCCラジオ「ドドーンと満員御礼」（挿入曲）
- あさつゆ（京都縦貫道全線開通記念・京都府京丹波町イメージソング）
- 希望の花〜ローズマインドソング〜（福山市市制施行100周年記念協賛事業）
- 風の贈り物〜Save The Earth〜（FUJITSU BATTERIESイメージサウンド）他。